# 法源寺塔
法源寺塔位于陕西省渭南市富平县美原镇西寺小学，1992年被列为第三批陕西省文物保护单位，2013年被列为第七批全国重点文物保护单位。
法源寺早已被毁，现仅存塔。塔为楼阁式砖塔，空心，平面呈八角形，底边长2.6米，共七层，高27.3米。据传塔为唐咸亨二年（671年）设美原县后所建，但建筑风格却为宋代遗风。